# Plouaret
Plouaret is een gemeente in het Franse departement Côtes-d'Armor (regio Bretagne). De gemeente telde 2.230 inwoners op 1 januari 2022.

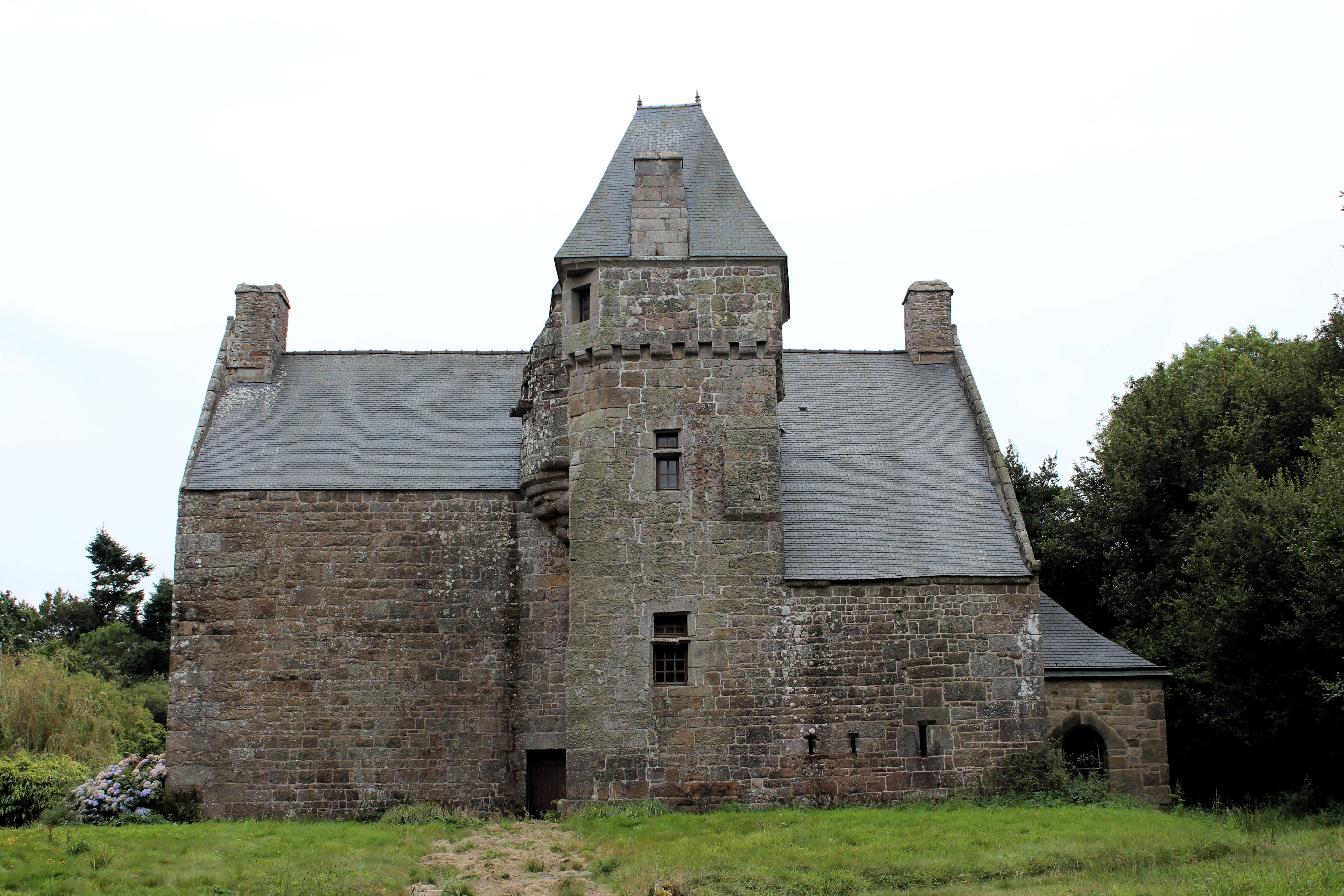
Manoir de Kerbridou in Plouaret

Er ligt station Plouaret-Trégor.

## Geografie
De oppervlakte van Plouaret bedroeg op 1 januari 2022 29,98 vierkante kilometer; de bevolkingsdichtheid was toen 74,4 inwoners per km².
De onderstaande kaart toont de ligging van Plouaret met de belangrijkste infrastructuur en aangrenzende gemeenten.

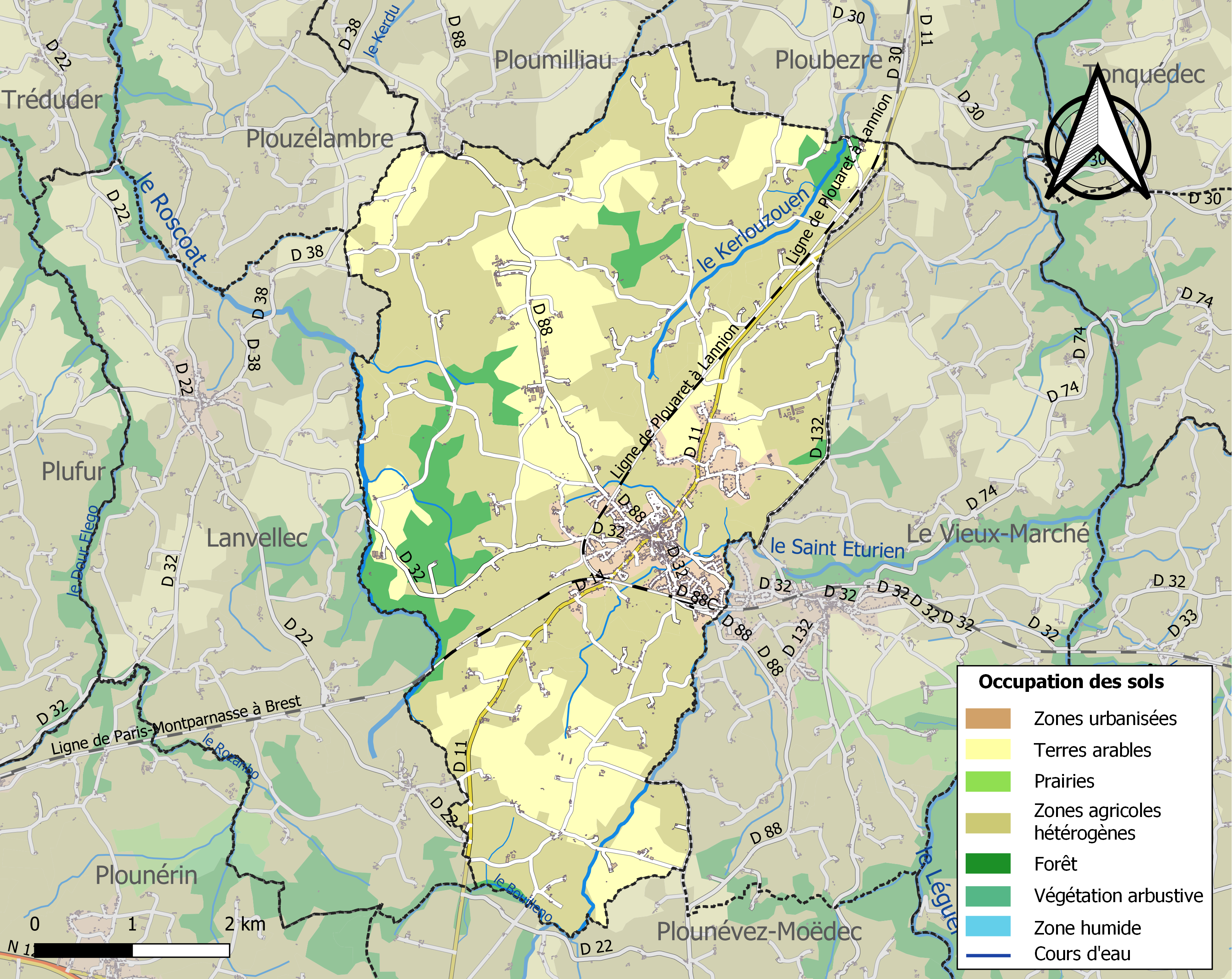

## Demografie
Onderstaande figuur toont het verloop van het inwonertal, bron: INSEE-tellingen. 